# Гамільтон (Шотландія)
Га́мільтон (англ. Hamilton, шотл. гел. Hamaltan) — місто в центрі Шотландії, адміністративний центр області Південний Ланаркшир.
Населення міста становить 48 850 осіб (2006).